# Янтарный проезд
Янта́рный проезд — улица на северо-востоке Москвы, в Лосиноостровском районе Северо-восточного административного округа. Находится между улицей Рудневой и Минусинской улицей. Прежде, в составе бывшего города Бабушкин, это была Парковая улица — по ней проходит граница местного парка «Бабушкинский». После включения в черту Москвы с целью устранения одноимённости в 1964 году переименована в «Янтарный проезд». Это название принято как «красивое» (подобно соседней Изумрудной улице), к янтарю никакого отношения не имеет.

## Расположение
Янтарный проезд начинается от улицы Рудневой, пересекает улицу Менжинского, Шушенскую улицу и заканчивается на Минусинской улице. На правой стороне улицы располагается Парк культуры и отдыха «Бабушкинский» и стадион «Красная стрела».

## Учреждения и организации
По нечётной стороне:
- № 21 — Пенсионный фонд РФ, отделение по Москве и Московской области; редакция журнала «Метро-Инвест»;

По чётной стороне:
- № 2 — школа № 1381 (прежде № 1911).